# Karol Kłos
Karol Kłos (Varsavia, 8 agosto 1989) è un pallavolista polacco, centrale dell'Asseco Resovia.

## Carriera

### Club
La carriera di Karol Kłos inizia nel 2005 nel Metro Varsavia, dove resta per due annate, trasferendosi nel 2007 al Legia Varsavia, nella seconda divisione del campionato polacco.
Nella stagione 2008-09 comincia la sua carriera da professionista nell'AZS Politecnica Varsavia, esordendo in Polska Liga Siatkówki, dove gioca per due annate. Nella stagione 2010-11 viene ingaggiato dallo Skra Bełchatów, con cui vince tre scudetti, tre Coppe di Polonia e quattro Supercoppe. Dopo tredici annate coi giallo-neri, nel campionato 2023-24 si trasferisce all'Asseco Resovia, sempre nel massimo campionato polacco, con il quale conquista la Coppa CEV.

### Nazionale
Dopo aver fatto parte delle nazionali giovanili della Polonia, con cui vince la medaglia d'argento al campionato europeo pre-juniores 2007, nel 2009 ottiene le prime convocazioni nella nazionale maggiore con cui si aggiudica la medaglia di bronzo al campionato europeo 2011, quella d'oro al campionato mondiale 2014 e quella di bronzo alla Coppa del Mondo 2015, alla Volleyball Nations League 2019 e al campionato europeo 2019. Nel 2019 ottiene anche l'argento in Coppa del Mondo.
Nel 2021 vince la medaglia d'argento alla Volleyball Nations League, a cui segue il bronzo nell'edizione successiva. Un anno dopo si aggiudica invece l'argento al campionato mondiale, mentre nel 2023 mette al collo l'oro al campionato europeo.

## Palmarès

### Club
- Campionato polacco: 3

2010-11, 2013-14, 2017-18
- Coppa di Polonia: 3

2010-11, 2011-12, 2015-16
- Supercoppa polacca: 4

2012, 2014, 2017, 2018
- Coppa CEV: 1

2023-24

### Nazionale (competizioni minori)
- Campionato europeo pre-juniores 2007
- Memorial Hubert Wagner 2010
- Universiade 2013
- Memorial Hubert Wagner 2015
- Memorial Hubert Wagner 2016
- Memorial Hubert Wagner 2019
- Memorial Hubert Wagner 2023

### Premi individuali
- 2014 - Campionato mondiale: Miglior centrale
- 2019 - Memorial Hubert Wagner: Miglior muro